# Râul Sajur
Râul Sajur (în arabă نهر الساجور pronunție în arabă [næhr æs sæːˈd͡ʒuːr], în turcă Sayur Çayı) este un râu lung de 108 kilometri (67 mi), originar din Turcia și care se varsă în Eufrat în Siria. Este cel mai mic dintre cele trei râuri care unesc Eufrat din Siria și singurul care se alătură Eufratului pe malul drept. Locuirea în bazinul Sājūr a început în  perioada paleoliticul inferior și continuă până astăzi.

## Curs
Râul Sājūr este lung de 108 kilometri (67 mi), din care 60 kilometri (37 mi) în Turcia și 48 kilometri (30 mi) în Siria. Este alimentat de două pâraie care se unesc la sud de Gaziantep. De acolo, Sājūr curge spre sud-est până când trece frontiera Siria-Turcia. Râul continuă apoi într-o direcție aproximativ estică până când se unește cu Eufratul pe malul său drept în zona inundată de lacul de acumulare barajul Tishrin. În Siria, râul taie o vale în Câmpia Manbij care se află între 20 și 100 metri (66 și 328 ft) sub nivelul câmpiei și până la 500 metri (1.600 ft) lățime. Media debiteloreț este de 4,1 metru cubi (140 cu ft) pe secundă. Debitul maxim, care are loc în lunile februarie și martie, este de 7 metru cubi (250 cu ft) pe secundă, în timp ce debitul minim, înregistrat pentru iunie-octombrie, este de 1,4 metru cubi (49 cu ft) pe secundă. Debitul mediu anual este de 0,14 kilometru cubi (0,03 cu mi). Atât din punct de vedere al lungimii, cât și al deversării, Sājūr este cel mai mic dintre cele trei râuri care se alătură Eufratului pe teritoriul sirian – celelalte două fiind Balikh și  Khabur.  Sājūr este, de asemenea, singurul râu din Siria care intră în Eufrat pe malul său drept; atât Balikh, cât și Khabur se varsă în Eufrat pe malul stâng.

## Istoric
Ocuparea bazinului râului Sājūr a început încă din perioada paleoliticului inferior, după cum reiese din artefactele de piatră acheuleene.  Au fost găsite și artefacte din paleoliticul mijlociu.